# Paraechinus
Paraechinus es un género de mamíferos erinaceomorfos de la familia Erinaceidae. Son erizos originarios de la región del Sahara, Oriente Próximo y el subcontinente indio.

## Especies
El género contiene cuatro especies:
- Erizo del desierto (Paraechinus aethiopicus)
- Erizo de Brandt (Paraechinus hypomelas)
- Erizo de la India (Paraechinus micropus)
- Erizo de vientre desnudo (Paraechinus nudiventris)